# Séries éliminatoires de la Coupe Stanley 1965
Année précédente Année suivante
Les séries éliminatoires de la Coupe Stanley 1965 font suite à la saison 1964-1965 de la Ligue nationale de hockey. Les Canadiens de Montréal remportent la Coupe Stanley en battant en finale les Black Hawks de Chicago sur le score de 4 matchs à 3.

## Tableau récapitulatif
|  | Demi-finales                          | Demi-finales                          |         |   | Finale de la Coupe Stanley                     | Finale de la Coupe Stanley                     |
|  | Demi-finales                          | Demi-finales                          |         |   | Finale de la Coupe Stanley                     | Finale de la Coupe Stanley                     |
|  |                                       |                                       |         |   |                                                |                                                |
|  | 1er, 4, 6, 8, 11, 13 et 15 avril 1965 | 1er, 4, 6, 8, 11, 13 et 15 avril 1965 |         |   | 17, 20, 22, 25, 27 et 29 avril et 1er mai 1965 | 17, 20, 22, 25, 27 et 29 avril et 1er mai 1965 |
|  | 1er, 4, 6, 8, 11, 13 et 15 avril 1965 | 1er, 4, 6, 8, 11, 13 et 15 avril 1965 |         |   | 17, 20, 22, 25, 27 et 29 avril et 1er mai 1965 | 17, 20, 22, 25, 27 et 29 avril et 1er mai 1965 |
|  | Détroit                               | 3                                     |         |   | 17, 20, 22, 25, 27 et 29 avril et 1er mai 1965 | 17, 20, 22, 25, 27 et 29 avril et 1er mai 1965 |
|  | Détroit                               | 3                                     |         |   | 17, 20, 22, 25, 27 et 29 avril et 1er mai 1965 | 17, 20, 22, 25, 27 et 29 avril et 1er mai 1965 |
|  | Chicago                               | 4                                     |         |   | 17, 20, 22, 25, 27 et 29 avril et 1er mai 1965 | 17, 20, 22, 25, 27 et 29 avril et 1er mai 1965 |
|  | Chicago                               | 4                                     | Chicago | 3 |                                                |                                                |
|  | 1er, 3, 6, 8, 10 et 13 avril 1965     |                                       | Chicago | 3 |                                                |                                                |
|  |                                       | Montréal                              | 4       |   |                                                |                                                |
|  | Montréal                              | Montréal                              | 4       | 4 |                                                |                                                |
|  | Montréal                              |                                       |         | 4 |                                                |                                                |
|  | Toronto                               | 2                                     |         |   |                                                |                                                |
|  | Toronto                               | 2                                     |         |   |                                                |                                                |

## Détails des séries

### Demi-finales

#### Détroit contre Chicago
| 1 avril | Red Wings de Détroit | 4-3 (1-1, 1-1, 2-1) | Black Hawks de Chicago | Olympia Stadium 14 927 spectateurs |

| Feuille de match | Feuille de match | Feuille de match            | Feuille de match                                                                                             | Feuille de match |
| ---------------- | --- | --------------------------- | --- | ---------------- |
|                  | Smith (Murphy, Ullman) — 12 min 51 s - Delvecchio — 31 min 54 s (SN) - Delvecchio (Howe) — 52 min 13 s (SN) Ullman (MacDonald, Gadsby) — 55 min 13 s | 1-0 1-1 1-2 2-2 2-3 3-3 4-3 | - Hull (Esposito, Maki) — 16 min 45 s (SN) Esposito (Hull) — 24 min 12 s - Maki (Hull) — 41 min 1 s (SN) - - |                  |
| Crozier          | Gardiens | Hall                        | |                  |
|                  | |                             | |                  |
| 28               | Tirs | 32                          | |                  |

| 4 avril | Red Wings de Détroit | 6-3 (1-1, 2-0, 3-2) | Black Hawks de Chicago | Olympia Stadium 15 002 spectateurs |

| Feuille de match | Feuille de match | Feuille de match                    | Feuille de match                                                                                                  | Feuille de match |
| ---------------- | --- | ----------------------------------- | --- | ---------------- |
|                  | - Langlois (Henderson, Joyal) — 8 min 4 s Ullman (Delvecchio) — 27 min 3 s (SN) Howe (Pronovost) — 35 min 36 s (IN) Howe (Ullman, Smith) — 40 min 36 s (SN) - Joyal (Fonteyne, Pronovost) — 49 min 12 s (SN) MacDonald (Barkley, Delvecchio) — 55 min 11 s (SN) | 0-1 1-1 2-1 3-1 4-1 4-2 4-3 5-3 6-3 | Stanfield (Hay, Nesterenko) — 1 min 29 s - Hull (Mikita, Pilote) — 41 min 22 s Hull (Mikita) — 44 min 13 s (SN) - |                  |
| Crozier          | Gardiens | DeJordy                             | |                  |
|                  | |                                     | |                  |
| 20               | Tirs | 29                                  | |                  |

| 6 avril | Black Hawks de Chicago | 5-2 (3-1, 1-1, 1-0) | Red Wings de Détroit | Chicago Stadium 16 666 spectateurs |

| Feuille de match | Feuille de match | Feuille de match            | Feuille de match                                                             | Feuille de match |
| ---------------- | --- | --------------------------- | ---------------------------------------------------------------------------- | ---------------- |
|                  | Hay (Pilote, Maki) — 5 min 21 s (SN) Mikita (Ravlich) — 6 min 50 s Mohns (Mikita, Wharram) — 8 min 1 s - Hull (Wharram, Maki) — 38 min 42 s Hull (Maki, McKenzie) — 46 min 49 s | 1-0 2-0 3-0 3-1 3-2 4-2 5-2 | - Lindsay (Martin, MacGregor) — 11 min Lindsay (MacGregor) — 22 min 33 s - - |                  |
| Hall             | Gardiens | Crozier                     |                                                                              |                  |
|                  | |                             |                                                                              |                  |
| 11               | Tirs | 31                          |                                                                              |                  |

| 8 avril | Black Hawks de Chicago | 2-1 (1-1, 0-0, 1-0) | Red Wings de Détroit | Chicago Stadium 19 000 spectateurs |

| Feuille de match | Feuille de match                                                     | Feuille de match | Feuille de match                           | Feuille de match |
| ---------------- | -------------------------------------------------------------------- | ---------------- | ------------------------------------------ | ---------------- |
|                  | Maki (Esposito, Pilote) — 7 min 57 s (SN) - Hull (Maki) — 49 min 4 s | 1-0 1-1 2-1      | - Howe (Smith, Ullman) — 9 min 37 s (SN) - |                  |
| Hall             | Gardiens                                                             | Crozier          |                                            |                  |
|                  |                                                                      |                  |                                            |                  |
|                  |                                                                      |                  |                                            |                  |

| 11 avril | Red Wings de Détroit | 4-2 (1-1, 2-1, 1-0) | Black Hawks de Chicago | Olympia Stadium |

| Feuille de match | Feuille de match | Feuille de match        | Feuille de match                                                                | Feuille de match |
| ---------------- | --- | ----------------------- | ------------------------------------------------------------------------------- | ---------------- |
|                  | - Lindsay (Bergman, Henderson) — 19 min 19 s (SN) - Ullman (Gadsby) — 37 min 35 s Ullman — 37 min 40 s Ullman (Godfrey, Gadsby) — 57 min 59 s | 0-1 1-1 1-2 2-2 3-2 4-2 | Nesterenko (Hull, Ravlich) — 8 min 37 s - Hull (Mohns, Vasko) — 34 min 59 s - - |                  |
| Crozier          | Gardiens | Hall                    |                                                                                 |                  |
|                  | |                         |                                                                                 |                  |
|                  | |                         |                                                                                 |                  |

| 13 avril | Black Hawks de Chicago | 4-0 (0-0, 1-0, 3-0) | Red Wings de Détroit | Chicago Stadium 16 666 spectateurs |

| Feuille de match | Feuille de match | Feuille de match | Feuille de match | Feuille de match                                       |
| ---------------- | --- | ---------------- | ---------------- | ------------------------------------------------------ |
|                  | Wharram (Mohns) — 23 min 18 s Esposito (Hull, Ravlich) — 52 min 18 s Mikita (Wharram, Pilote) — 55 min 15 s Hay (Nesterenko) — 56 min 48 s (IN) | 1-0 2-0 3-0 4-0  | - -              | Arbitrage : Frank Udvari Neil Armstrong, Bill Morrison |
| Hall             | Gardiens | Crozier          |                  | Arbitrage : Frank Udvari Neil Armstrong, Bill Morrison |
|                  | |                  |                  | Arbitrage : Frank Udvari Neil Armstrong, Bill Morrison |
| 33               | Tirs | 28               |                  | Arbitrage : Frank Udvari Neil Armstrong, Bill Morrison |

| 15 avril | Red Wings de Détroit | 2-4 (2-2, 0-2, 0-2) | Black Hawks de Chicago | Olympia Stadium 15 006 spectateurs |

| Feuille de match | Feuille de match                                      | Feuille de match        | Feuille de match                                                      | Feuille de match                                 |
| ---------------- | ----------------------------------------------------- | ----------------------- | --------------------------------------------------------------------- | ------------------------------------------------ |
|                  | Ullman (Smith, Howe) Howe (Delvecchio, Pronovost) - - | 1-0 2-0 2-1 2-2 2-3 2-4 | - Hull Mohns (Mikita, MacNeil) Mikita (Maki, Mohns) Nesterenko (Hull) | Arbitrage : Art Skov Matt Pavelich, John D’Amico |
| Crozier          | Gardiens                                              | Hall                    |                                                                       | Arbitrage : Art Skov Matt Pavelich, John D’Amico |
|                  |                                                       |                         |                                                                       | Arbitrage : Art Skov Matt Pavelich, John D’Amico |
| 29               | Tirs                                                  | 21                      |                                                                       | Arbitrage : Art Skov Matt Pavelich, John D’Amico |

#### Montréal contre Toronto
| 1 avril | Canadiens de Montréal | 3-2 (2-0, 0-0, 1-2) | Maple Leafs de Toronto | Forum de Montréal 14 007 spectateurs |

| Feuille de match | Feuille de match | Feuille de match    | Feuille de match                                            | Feuille de match                                    |
| ---------------- | --- | ------------------- | ----------------------------------------------------------- | --------------------------------------------------- |
|                  | Richard (Tremblay, Larose) — 11 min 2 s (SN) Backstrom — 14 min 34 s (IN) - Rousseau (Béliveau, Provost) — 52 min 29 s (SN) | 1-0 2-0 2-1 2-2 3-2 | - Moore (Brewer, Kelly) — 48 min 4 s Brewer — 50 min 46 s - | Arbitrage : Vern Buffey Matt Pavelich, John D’Amico |
| Hodge            | Gardiens | Bower               |                                                             | Arbitrage : Vern Buffey Matt Pavelich, John D’Amico |
|                  | |                     |                                                             | Arbitrage : Vern Buffey Matt Pavelich, John D’Amico |
| 24               | Tirs | 35                  |                                                             | Arbitrage : Vern Buffey Matt Pavelich, John D’Amico |

| 3 avril | Canadiens de Montréal | 3-1 (1-0, 1-1, 1-0) | Maple Leafs de Toronto | Forum de Montréal |

| Feuille de match | Feuille de match | Feuille de match | Feuille de match                                  | Feuille de match |
| ---------------- | --- | ---------------- | ------------------------------------------------- | ---------------- |
|                  | Provost (Rousseau, Richard) — 2 min 47 s (SN) - Béliveau (Cournoyer, Richard) — 39 min 12 s (SN) Richard (Tremblay) — 52 min 12 s | 1-0 1-1 2-1 3-1  | - Ellis (Stemkowski, Mahovlich) — 30 min 42 s - - |                  |
| Hodge            | Gardiens | Sawchuk          |                                                   |                  |
|                  | |                  |                                                   |                  |
|                  | |                  |                                                   |                  |

| 6 avril | Maple Leafs de Toronto | 3-2 (pr) (0-1, 1-0, 1-1, 1-0) | Canadiens de Montréal | Maple Leaf Gardens 14 502 spectateurs |

| Feuille de match | Feuille de match                                                                              | Feuille de match    | Feuille de match                                                   | Feuille de match                                       |
| ---------------- | --------------------------------------------------------------------------------------------- | ------------------- | ------------------------------------------------------------------ | ------------------------------------------------------ |
|                  | - Shack (Brewer) — 23 min 19 s - Bathgate (Kelly, Keon) — 47 min 50 s (SN) Keon — 64 min 17 s | 0-1 1-1 1-2 2-2 3-2 | Béliveau (Rousseau, Duff) — 17 min 2 s - Richard — 40 min 47 s - - | Arbitrage : Frank Udvari Bill Morrison, Neil Armstrong |
| Bower            | Gardiens                                                                                      | Worsley             |                                                                    | Arbitrage : Frank Udvari Bill Morrison, Neil Armstrong |
|                  |                                                                                               |                     |                                                                    | Arbitrage : Frank Udvari Bill Morrison, Neil Armstrong |
| 26               | Tirs                                                                                          | 30                  |                                                                    | Arbitrage : Frank Udvari Bill Morrison, Neil Armstrong |

| 8 avril | Maple Leafs de Toronto | 4-2 (0-2, 1-0, 3-0) | Canadiens de Montréal | Maple Leaf Gardens 14 572 spectateurs |

| Feuille de match | Feuille de match | Feuille de match        | Feuille de match                                                                     | Feuille de match |
| ---------------- | --- | ----------------------- | ------------------------------------------------------------------------------------ | ---------------- |
|                  | - Kelly (Horton, Mahovlich) — 35 min 22 s (SN) Ellis (Stemkowski) — 45 min 16 s Armstrong (Keon, Moore) — 45 min 56 s Kelly (Douglas, Pulford) — 59 min 33 s (CV) | 0-1 0-2 1-2 2-2 3-2 4-2 | Rousseau (Laperrière, Provost) — 3 min 48 s (SN) Richard (Béliveau) — 5 min 45 s - - |                  |
| Bower            | Gardiens | Worsley                 |                                                                                      |                  |
|                  | |                         |                                                                                      |                  |
| 24               | Tirs | 29                      |                                                                                      |                  |

| 10 avril | Canadiens de Montréal | 3-1 (0-0, 1-1, 2-0) | Maple Leafs de Toronto | Forum de Montréal 15 187 spectateurs |

| Feuille de match | Feuille de match | Feuille de match | Feuille de match                          | Feuille de match |
| ---------------- | --- | ---------------- | ----------------------------------------- | ---------------- |
|                  | - Cournoyer (Provost, Backstrom) — 32 min 5 s (SN) Rousseau (Harris) — 47 min 30 s Béliveau (Tremblay, Talbot) — 59 min 10 s (CV) | 0-1 1-1 2-1 3-1  | Pulford (Baun, Stewart) — 23 min 45 s - - |                  |
| Worsley          | Gardiens | Bower            |                                           |                  |
|                  | |                  |                                           |                  |
| 27               | Tirs | 21               |                                           |                  |

| 13 avril | Maple Leafs de Toronto | 3-4 (pr) (3-1, 0-1, 0-0, 1-1) | Canadiens de Montréal | Maple Leaf Gardens 14 702 spectateurs |

| Feuille de match | Feuille de match                                                                                                   | Feuille de match            | Feuille de match | Feuille de match                                    |
| ---------------- | --- | --------------------------- | --- | --------------------------------------------------- |
|                  | Keon (Horton) — 2 min 10 s (IN) Kelly (Stanley) — 3 min 11 s (IN) - Ellis (Mahovlich, Stemkowski) — 8 min 49 s - - | 1-0 2-0 2-1 3-1 3-2 3-3 3-4 | - Ferguson (Backstrom, Harris) — 3 min 52 s - Laperrière (Rousseau, Richard) — 29 min 20 s (SN) Rousseau (Provost, Béliveau) — 46 min 27 s (SN) Provost (Richard) — 76 min 33 s | Arbitrage : John Ashley Matt Pavelich, John D’Amico |
| Bower            | Gardiens | Worsley                     | | Arbitrage : John Ashley Matt Pavelich, John D’Amico |
|                  | |                             | | Arbitrage : John Ashley Matt Pavelich, John D’Amico |
| 35               | Tirs | 34                          | | Arbitrage : John Ashley Matt Pavelich, John D’Amico |

### Finale
Dans le 7e match de la série, Jean Beliveau établit un record en marquant après 14 secondes de jeu.
| 17 avril | Canadiens de Montréal | 3-2 (0-0, 2-1, 1-1) | Black Hawks de Chicago | Forum de Montréal 14 737 spectateurs |

| Feuille de match | Feuille de match                                                                                            | Feuille de match    | Feuille de match                                                                | Feuille de match                                   |
| ---------------- | --- | ------------------- | ------------------------------------------------------------------------------- | -------------------------------------------------- |
|                  | Richard (Berenson) — 22 min 39 s - Ferguson — 25 min 26 s - Cournoyer (Harris, Béliveau) — 48 min 59 s (SN) | 1-0 1-1 2-1 2-2 3-2 | - Henry (Hull) — 24 min 47 s (SN) - Ravlich (Maki, Mikita) — 42 min 38 s (SN) - | Arbitrage : Art Skov Neil Armstrong, Bill Morrison |
| Worsley          | Gardiens | Hall                |                                                                                 | Arbitrage : Art Skov Neil Armstrong, Bill Morrison |
|                  | |                     |                                                                                 | Arbitrage : Art Skov Neil Armstrong, Bill Morrison |
| 22               | Tirs | 28                  |                                                                                 | Arbitrage : Art Skov Neil Armstrong, Bill Morrison |

| 20 avril | Canadiens de Montréal | 2-0 (0-0, 1-0, 1-0) | Black Hawks de Chicago | Forum de Montréal |

| Feuille de match | Feuille de match                                                                          | Feuille de match | Feuille de match | Feuille de match |
| ---------------- | ----------------------------------------------------------------------------------------- | ---------------- | ---------------- | ---------------- |
|                  | Béliveau (Picard, Provost) — 22 min 55 s (SN) Duff (Béliveau, Tremblay) — 48 min 7 s (SN) | 1-0 2-0          | - -              |                  |
| Worsley          | Gardiens                                                                                  | Hall             |                  |                  |
|                  |                                                                                           |                  |                  |                  |
| 18               | Tirs                                                                                      | 29               |                  |                  |

| 22 avril | Black Hawks de Chicago | 3-1 (0-0, 1-1, 2-0) | Canadiens de Montréal | Chicago Stadium 16 666 spectateurs |

| Feuille de match | Feuille de match                                                                                              | Feuille de match | Feuille de match                                 | Feuille de match                                    |
| ---------------- | --- | ---------------- | ------------------------------------------------ | --------------------------------------------------- |
|                  | - Esposito (Maki, Pilote) — 25 min 6 s Wharram (Mikita) — 42 min 8 s Maki (Hull, Esposito) — 59 min 24 s (CV) | 0-1 1-1 2-1 3-1  | Ferguson (Tremblay, Backstrom) — 24 min 14 s - - | Arbitrage : John Ashley Matt Pavelich, John D’Amico |
| Hall             | Gardiens | Worsley          |                                                  | Arbitrage : John Ashley Matt Pavelich, John D’Amico |
|                  | |                  |                                                  | Arbitrage : John Ashley Matt Pavelich, John D’Amico |
| 22               | Tirs | 23               |                                                  | Arbitrage : John Ashley Matt Pavelich, John D’Amico |

| 25 avril | Black Hawks de Chicago | 5-1 (1-0, 0-0, 4-0) | Canadiens de Montréal | Chicago Stadium 16 666 spectateurs |

| Feuille de match | Feuille de match | Feuille de match        | Feuille de match                              | Feuille de match                                    |
| ---------------- | --- | ----------------------- | --------------------------------------------- | --------------------------------------------------- |
|                  | Stanfield — 2 min 57 s - Hull (Pilote) — 40 min 26 s Hay (Stanfield) — 55 min 20 s Hull (Maki) — 58 min 38 s Jarrett — 59 min 57 s | 1-0 1-1 2-1 3-1 4-1 5-1 | - Béliveau (Duff, Tremblay) — 26 min 29 s - - | Arbitrage : Vern Buffey Matt Pavelich, John D’Amico |
| Hall             | Gardiens | Worsley                 |                                               | Arbitrage : Vern Buffey Matt Pavelich, John D’Amico |
|                  | |                         |                                               | Arbitrage : Vern Buffey Matt Pavelich, John D’Amico |
| 23               | Tirs | 25                      |                                               | Arbitrage : Vern Buffey Matt Pavelich, John D’Amico |

| 27 avril | Canadiens de Montréal | 6-0 (2-0, 1-0, 3-0) | Black Hawks de Chicago | Forum de Montréal 14 762 spectateurs |

| Feuille de match | Feuille de match | Feuille de match               | Feuille de match | Feuille de match                                    |
| ---------------- | --- | ------------------------------ | ---------------- | --------------------------------------------------- |
|                  | Béliveau (Rousseau, Duff) — 7 min 14 s (SN) Duff (Béliveau, Rousseau) — 16 min 36 s (SN) Rousseau (Béliveau, Tremblay) — 22 min 38 s (SN) Béliveau (Duff, Tremblay) — 44 min 29 s (SN) Richard (Provost) — 46 min 46 s Tremblay — 59 min 35 s (IN) | 1-0 2-0 3-0 4-0 5-0 6-0        | - -              | Arbitrage : Vern Buffey Matt Pavelich, John D’Amico |
| Hodge            | Gardiens | Hall (40 min) DeJordy (20 min) |                  | Arbitrage : Vern Buffey Matt Pavelich, John D’Amico |
|                  | |                                |                  | Arbitrage : Vern Buffey Matt Pavelich, John D’Amico |
| 23               | Tirs | 25                             |                  | Arbitrage : Vern Buffey Matt Pavelich, John D’Amico |

| 29 avril | Black Hawks de Chicago | 2-1 (0-0, 0-1, 2-0) | Canadiens de Montréal | Chicago Stadium 20 000 spectateurs |

| Feuille de match | Feuille de match                                                                | Feuille de match | Feuille de match                               | Feuille de match                                       |
| ---------------- | ------------------------------------------------------------------------------- | ---------------- | ---------------------------------------------- | ------------------------------------------------------ |
|                  | - Vasko (Mohns, Ravlich) — 46 min 6 s Mohns (Mikita, Mikita) — 48 min 15 s (SN) | 0-1 1-1 2-1      | Backstrom (Ferguson, Harris) — 36 min 57 s - - | Arbitrage : Frank Udvari Bill Morrison, Neil Armstrong |
| Hall             | Gardiens                                                                        | Hodge            |                                                | Arbitrage : Frank Udvari Bill Morrison, Neil Armstrong |
|                  |                                                                                 |                  |                                                | Arbitrage : Frank Udvari Bill Morrison, Neil Armstrong |
| 21               | Tirs                                                                            | 22               |                                                | Arbitrage : Frank Udvari Bill Morrison, Neil Armstrong |

| 1 mai | Canadiens de Montréal | 4-0 (4-0, 0-0, 0-0) | Black Hawks de Chicago | Forum de Montréal 15 740 spectateurs |

| Feuille de match | Feuille de match                                                                                       | Feuille de match | Feuille de match | Feuille de match                                    |
| ---------------- | --- | ---------------- | ---------------- | --------------------------------------------------- |
|                  | Béliveau (Duff, Rousseau) — 14 s Duff (Béliveau, Rousseau) Cournoyer (Duff, Rousseau) Richard (Harris) | 1-0 2-0 3-0 4-0  | - -              | Arbitrage : John Ashley Matt Pavelich, John D’Amico |
| Worsley          | Gardiens                                                                                               | Hall             |                  | Arbitrage : John Ashley Matt Pavelich, John D’Amico |
|                  | |                  |                  | Arbitrage : John Ashley Matt Pavelich, John D’Amico |
| 20               | Tirs                                                                                                   | 31               |                  | Arbitrage : John Ashley Matt Pavelich, John D’Amico |